# Квайенфельд
Квайенфельд (нем. Queienfeld) — посёлок в Германии, в земле Тюрингия. Входит в состав района Шмалькальден-Майнинген. Подчиняется управлению Грабфельд. Население посёлка, на 31.12.2021 года, составляло 459 чел. Занимает площадь 9,67 км².